# Djahi
Djahi ali Tjahi je bilo egipščansko ime južnega Retenuja. Njegovo ozemlje se je raztezalo približno od Aškelona do Libanona in v notranjost celine do Galileje. V bitkah pri Kadešu v Osemnajsti in Devetnajsti egipčanski dinastiji je opisan kot porečje reke Jordan. 
Bil je prizorišče bitke v Djahiju med Ramzesom III. in Ljudstvi z morja okoli leta 1178 ali 1175 pr. n. št.

## Sklica
1. ↑  Gardiner, Alan. Egypt of the Pharaohs. Oxford University Press, 1961. str. 285.
2. ↑  Steindorff, George. When Egypt Ruled the East.  University of Chicago Press, 1942. str. 47.